# توماس ديكسون جونيور
توماس ديكسون جونيور (بالإنجليزية: Thomas Dixon Jr.)‏ (11 يناير 1864، شيلبي في الولايات المتحدة - 3 أبريل 1946، رالي في الولايات المتحدة)؛ كاتب مسرحي، كاتب سيناريو، محامي، سياسي، مخرج أفلام وروائي أمريكي.

## روابط خارجية
- توماس ديكسون جونيور على موقع IMDb (الإنجليزية)
- توماس ديكسون جونيور على موقع الموسوعة البريطانية (الإنجليزية)
- توماس ديكسون جونيور على موقع أول موفي (الإنجليزية)
- توماس ديكسون جونيور على موقع قاعدة بيانات برودواي على الإنترنت (الإنجليزية)
- توماس ديكسون جونيور على موقع قاعدة بيانات برودواي على الإنترنت (الإنجليزية)
- توماس ديكسون جونيور على موقع قاعدة بيانات الأفلام السويدية (السويدية)
- توماس ديكسون جونيور على موقع إن إن دي بي (الإنجليزية)
- توماس ديكسون جونيور على موقع قاعدة بيانات الفيلم (الإنجليزية)
- توماس ديكسون جونيور على موقع كينوبويسك (الروسية)